# 克勞特冰川
克勞特冰川（英語：Krout Glacier），是南極洲的冰川，位於杜費克海岸，全長7公里，流經奧拉夫王子山脈，最終在道奇山以東注入戈夫冰川，現時由南極條約體系管理。